# Kondekor
Le kondekor (ou gadaba kondekor) est une langue dravidienne, parlée par environ 8 000 Gadabas qui résident dans le district de Srikakulam, dans l'État d'Andhra Pradesh et dans le district de Koraput, dans l'État d' Odisha, en Inde.
Le kondekor n'est pas la seule langue parlée par les Gadabas. Certains parlent une autre langue dravidienne, l'ollari, tandis que d'autres parlent le gutob, une langue munda,.

## Sources
- (en) Mendem Bapuji, 2018, Ollari Gadaba: An Endangered Dravidian Language, Language in India 18:6, p. 104-111.
- (en) Bhadriraju Krishnamurti, The Dravidian Languages, Cambridge, Cambridge University Press, 2003.